# Ringwall Reiselsberg
Der Ringwall Reiselsberg liegt im Gebiet der des Marktes Lauterhofen im Oberpfälzer Landkreis Neumarkt in der Oberpfalz von Bayern. Die Anlage liegt ca. 1700 m südwestlich von Lauterhofen auf dem Reiselsberg. Die Anlage wird als Bodendenkmal unter der Aktennummer D-3-6635-0033 im Bayernatlas als „vorgeschichtliche Wallanlage, Siedlung der Späthallstatt/Frühlatènezeit“ geführt. 

## Beschreibung
Der Reiselsberg besitzt ein schmales Plateau, dessen Ostseite mit senkrechten Wänden abbricht. Hier befindet sich ein Abschnittswall aus mäßig mit Erde bedeckten Steinen, er sichert eine 50 × 25 m große Fläche am Gipfel nach Westen ab. An der südlichen Plateaukante setzt er sich ca. 20 m nach Osten als schmaler Randwall fort. An der Nordkante springt eine kurze Wallzunge nach außen; hier stand vielleicht ein Turm oder Zwinger. Am Nordende liegt ein Durchbruch, der vermutlich ein Tor markiert. 45 m westlich quert vor der engsten und tiefsten Stelle des Bergrückens ein niedriger Außenwall das Plateau. Sein Südende biegt nach innen und nach Osten ein und läuft dann zu einer Kante aus. Vor dem Nordende des Walls sind 3 m bis zum Abhang frei.